# Хоторн, Фрэнк Кристофер
Фрэнк Кристофер Хоторн (англ. Frank Christopher Hawthorne; род. 1946) — канадский минералог и кристаллограф британского происхождения. Заслуженный профессор Манитобского университета (1997).

## Биография
Родился 8 января 1946 года в городе Бристоль, Англия.
Окончил в 1968 году лондонский Имперский колледж со степенью бакалавра, присвоенной Королевской горной школой Империал колледжа за исследование гранитного массива Италии в его работе «The geology of the Monte Capanne granite».
Дальнейшая научная жизнь Хоторна была связана с Канадой, где он подготовил и защитил в 1973 году докторскую диссертацию (PhD) по кристаллохимии амфиболов — «The crystal chemistry of the amphiboles» в университете Макмастера в Торонто. Продолжил научную деятельность на кафедре геологических наук факультета науки университета Манитобы в Виннипеге. С 1975 года начал в университете преподавательскую деятельность и в 1986 году был избран на должность профессора кристаллографии и минералогии.
В 1996—2003 годах Фрэнк Хоторн был членом совета директоров канадского национального проекта по изучению литосферы «Lithoprobe».
Много времени он уделял издательской деятельности, входил в состав редколлегий журналов «Canadian Mineralogist» и «American Mineralogist»являясь одновременно автором этих изданий. Перу учёного принадлежат более 500 научных работ.
Интересно, что более 50 работ опубликованных Фрэнком Хоторном совместно с российскими минералогами и кристаллографами, были подготовлены в соавторстве с Е. В. Соколовой (род. 1953). Их сотрудничество вылилось в 2005 году заключили брака, и они продолжили список выдающихся учёных пар, который открыли П. Кюри и М. Кюри. Сотрудничество Хоторна и Соколовой дало имена минералам фрэнкхоторнит и соколоваит. В настоящее время Соколова тоже работает в университете Манитобы.
3 мая 2006 года Фрэнк Кристофер Хоторн был избран иностранным членом Российской академии наук по специальности «минералогия».

## Заслуги
- В 2001 году был награжден специальной премией Правительства Канады в области кристаллографии и минералогии.
- В 2006 году удостоен государственной награды — ордена Канады (офицер). В 2008 году был награжден самой престижной научной наградой Канады — премией Киллема. В 1990 году был избран членом Королевского общества Канады, в 1993 году стал лауреатом высшей награды Общества — медали Миллера.
- За лучшие публикации в журнале «Canadian Mineralogist» был трижды награжден медалью Холи (1984, 1994, 1997). В 1999 году был удостоен медали Минералогической ассоциации Канады. Геологическая ассоциация Канады дважды отмечала его научные достижения: в 1991 году он стал обладателем медали У. У. Хатчисона, в 1996 году был удостоен высшей награды Ассоциации — медали Логана.